# ريوفريو (آبلة)
بلدية ريوفريو (بالإسبانية: Riofrío) هي بلدية تقع في مقاطعة آبلة التابعة لمنطقة قشتالة وليون وسط إسبانيا.

## الديموغرافيا
بلغ عدد سكان بلدية ريوفريو 255 نسمة عام 2011 (وفقاً للمعهد الوطني للإحصاء الإسباني).
| 358 | 331 | 330 | 311 | 290 | 257 | 255 |